# St. Severin (Lövenich)

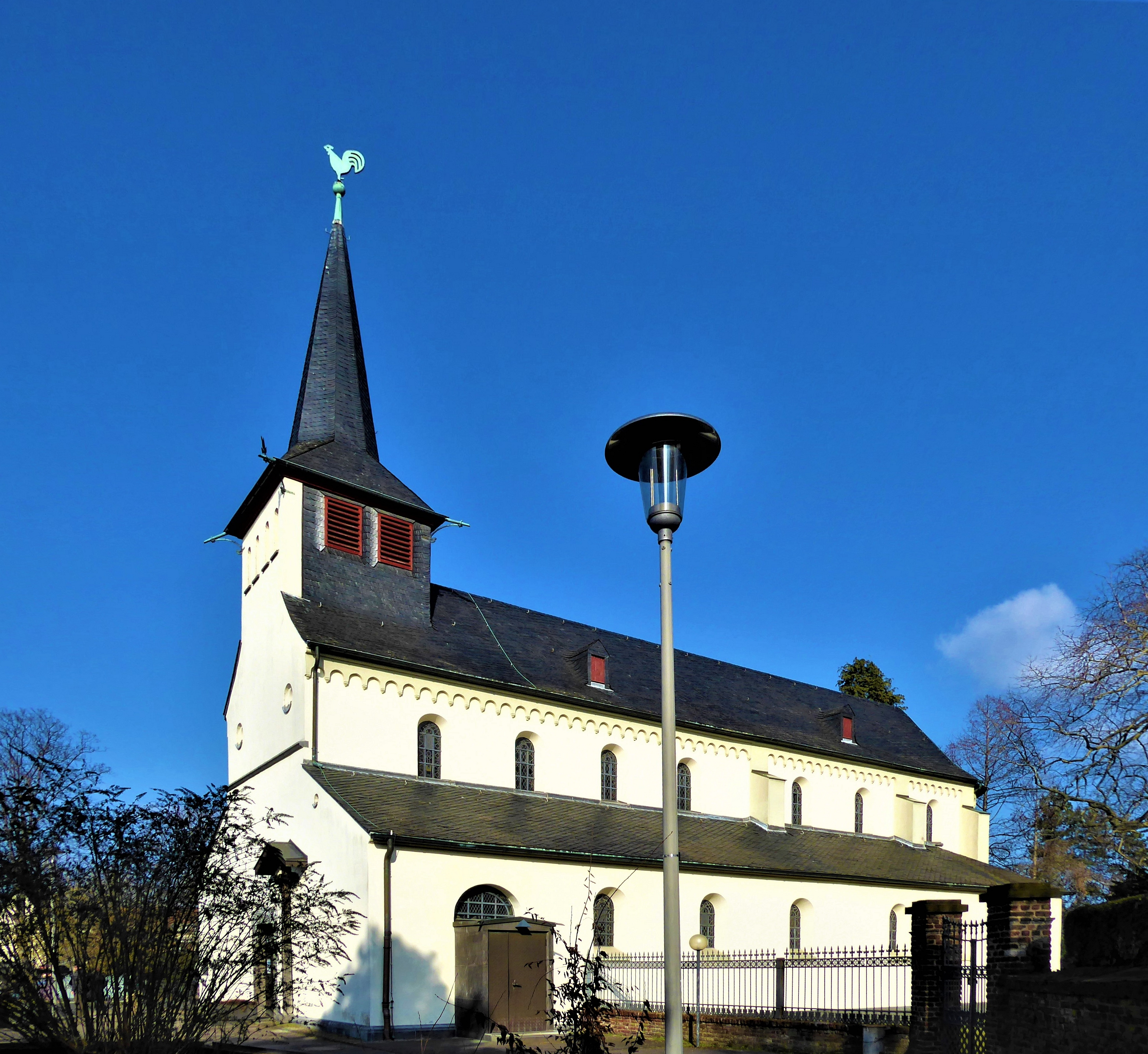
St. Severin

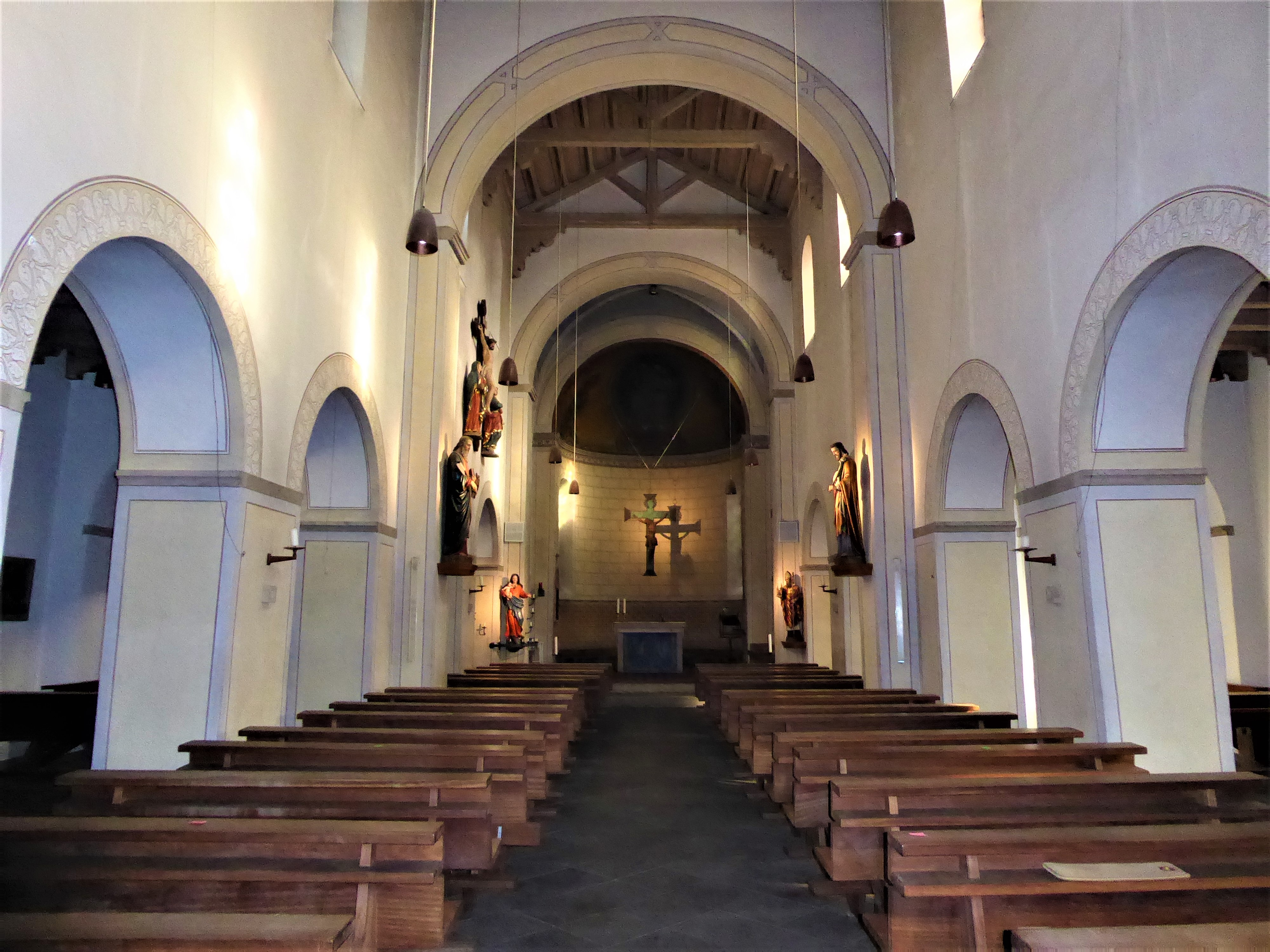
Blick in das romanische Langhaus

St. Severin ist eine römisch-katholische Kirche in Köln-Lövenich in Nordrhein-Westfalen. Sie ist im Kern eine romanische Pfeilerbasilika.

## Geschichte
In einer in das Jahr 1028 datierten Urkunde wurden durch Pfalzgraf Ezzo Besitzungen in Lövenich der Abtei Brauweiler geschenkt. In der gleichen Urkunde wird bereits auch die Lövenicher Kirche genannt. Bei dieser Urkunde handelt es sich jedoch möglicherweise um eine Fälschung des Brauweiler Konvents aus dem 12. Jahrhundert. Da St. Severin durch Kunsthistoriker in das 12. Jahrhundert datiert wird, bestand zu dieser Zeit jedenfalls in Lövenich eine Kirche, die später im liber valoris um 1300 auch erwähnt wurde. 1361 überließ Erzbischof Wilhelm von Gennep das Patronat an der Kirche der Kommende des Johanniterordens in Köln, St. Johann und Cordula, in deren Besitz das Gotteshaus bis zur Säkularisation verblieb.
1765 wurde die Kirche durch Brand schwer beschädigt und 1858 restauriert und erweitert. Dabei verlängerte man die Seitenschiffe der flachgedeckten, dreischiffigen romanischen Pfeilerbasilika nach Osten und legte die Apsiden nieder. Das ehemalige gewölbte Chorjoch wurde mit offenem Dachstuhl als zusätzliches Langhausjoch konzipiert, an welches ein neoromanischer Chor mit Chorjoch angefügt wurde. Gleichzeitig entfernte man im Äußeren großteils das alte Tuffsteinmauerwerk und ersetzte es durch Backstein, so dass der ursprüngliche Bestand der heute verputzten Kirche kaum noch zu erkennen ist.
Im Jahr 1996 wurde in St. Severin eine neue Orgel der Orgelbaufirma Klais aus Bonn mit 16 Registern und mechanischer Spiel- und Registertraktur eingebaut.

## Glocken
Das fünfstimmige Geläut der Lövenicher St-Severin-Kirche wurde 1959 in der Glockengießerei Mabilon Saarburg gegossen.
| Nr. | Name                 | Durchmesser | Gewicht | Schlagton (HT-1/16) |
| --- | -------------------- | ----------- | ------- | ------------------- |
| 1   | Servatius            | 1142 mm     | 900 kg  | f ’+8               |
| 2   | Michael              | 1016 mm     | 650 kg  | g’+8                |
| 3   | Anna + Gertrud       | 0850 mm     | 390 kg  | b’+8                |
| 4   | Maria                | 0735 mm     | 260 kg  | c’’+8               |
| 5   | Margarete + Brigitte | 0655 mm     | 200 kg  | d’’+8               |